# 熱い賭け
『熱い賭け』（あついかけ、原題：The Gambler）は、1974年制作のアメリカ合衆国の映画。
ギャンブルに取り憑かれた大学教授が、周囲の信用を失い自滅していく姿を描く。カレル・ライス監督初のアメリカ映画作品。日本でのビデオタイトルは『熱い賭け/ザ・ギャンブラー』。
2014年に『ザ・ギャンブラー/熱い賭け』としてリメイクされた。

## あらすじ
ニューヨークの大学の英文学の教授アクセルは毎晩カジノに入り浸り、しかも毎回ルーレットで大金をすっていた。その結果、彼は4万4千ドルもの莫大な借金を背負ってしまい、カジノの胴元であるシンジケートから返済を迫られることに。
アクセルは医師をしている母親のナオミに泣きついて金を工面してもらうが、その金を持って向かったのはラスベガスだった。彼は自分の運をすべて賭けることにしたのだ。面白いようにツキまくり面白いように金が増えていく展開に有頂天になったアクセルは、フットボールの試合にそのツキを持ち込もうとしたが失敗、せっかく儲けた大金をすべてすってしまう。
アクセルはシンジケートに捕えられ、ボスの前に引き出される。アクセルはボスから借金を帳消しにする代わりに、バスケットの花形選手スペンサーに八百長試合をさせるよう命じられる。

## キャスト
※括弧内は日本語吹替。
- アクセル・フリード：ジェームズ・カーン（有川博）
- ヒップス：ポール・ソルヴィノ（細井重之）
- ビリー：ローレン・ハットン（岡本茉利）
- A・R・ローウェンタール：モリス・カーノフスキー（前沢迪雄）
- ナオミ・フリード：ジャクリーン・ブルックス（大方斐紗子）
- カーマイン：バート・ヤング（田口昻）
- ワン：ヴィク・タイバック
- ホーウィー：スティーヴン・キーツ（千田光男）
- M・エメット・ウォルシュ
- ジェームズ・ウッズ
- バーニー：アラン・リッチ（藤本譲）
- スペンサー：カール・W・クルダップ（屋良有作）
- モンキー：ロンドン・リー（沢りつお）
- ジミー：カーマイン・カリディ（平野稔）
- スチュアート・マーゴリン
- アントニオ・ファーガス

※テレビ放送：テレビ朝日「ウィークエンドシアター」1983年4月16日（土）